# Kuside
Kuside este un sat din comuna Nikšić, Muntenegru. Conform datelor de la recensământul din 2003, localitatea are 25 de locuitori (la recensământul din 1991 erau 31 de locuitori).

## Demografie
În satul Kuside locuiesc 22 de persoane adulte, iar vârsta medie a populației este de 41,2 de ani (37,9 la bărbați și 46,9 la femei). În localitate sunt 9 gospodării, iar numărul mediu de membri în gospodărie este de 2,78.
Populația localității este foarte eterogenă.
|  |

| Demografie | Demografie | Demografie |
| An         | Locuitori  | Locuitori  |
| ---------- | ---------- | ---------- |
|            |            |            |
|            |            |            |
|            |            |            |
|            |            |            |
| 1948       | 209        |            |
| 1953       | 253        |            |
| 1961       | 237        |            |
| 1971       | 59         |            |
| 1981       | 21         |            |
| 1991       | 31         | 24         |
| 2003       | 25         | 25         |

| \| Componența etnică conform recensământului din 2003[2] \| Componența etnică conform recensământului din 2003[2] \| Componența etnică conform recensământului din 2003[2] \| Componența etnică conform recensământului din 2003[2] \| Componența etnică conform recensământului din 2003[2] \| \| ----------------------------------------------------- \| ----------------------------------------------------- \| ----------------------------------------------------- \| ----------------------------------------------------- \| ----------------------------------------------------- \| \| \| \| \| \| \| \| Sârbi \| Sârbi \| \| 15 \| 60% \| \| Muntenegreni \| Muntenegreni \| \| 10 \| 40% \| \| necunoscută \| necunoscută \| \| 0 \| 0% \| |              |  |    |     |
| Componența etnică conform recensământului din 2003 |              |  |    |     |
| |              |  |    |     |
| Sârbi | Sârbi        |  | 15 | 60% |
| Muntenegreni | Muntenegreni |  | 10 | 40% |
| necunoscută | necunoscută  |  | 0  | 0%  |